# New York Open
New York Open – męski turniej tenisowy kategorii ATP Tour 250 zaliczany do cyklu ATP Tour, rozgrywany na twardych kortach w hali w amerykańskim Nowym Jorku w sezonach 2018–2020.

## Mecze finałowe

### gra pojedyncza mężczyzn
| Rok  | Zwycięzca      | Finalista      | Wynik               |
| 2020 | Kyle Edmund    | Andreas Seppi  | 7:5, 6:1            |
| 2019 | Reilly Opelka  | Brayden Schnur | 6:1, 6:7(7), 7:6(7) |
| 2018 | Kevin Anderson | Sam Querrey    | 4:6, 6:3, 7:6(1)    |

### gra podwójna mężczyzn
| Rok  | Zwycięzcy                           | Finaliści                              | Wynik          |
| 2020 | Dominic Inglot Aisam-ul-Haq Qureshi | Steve Johnson Reilly Opelka            | 7:6(5), 7:6(6) |
| 2019 | Kevin Krawietz Andreas Mies         | Santiago González Aisam-ul-Haq Qureshi | 6:4, 7:5       |
| 2018 | Maks Mirny Philipp Oswald           | Wesley Koolhof Artem Sitak             | 6:4, 4:6, 10–6 |